# Üdingen
Üdingen is een plaats in de Duitse gemeente Kreuzau, deelstaat Noordrijn-Westfalen, en telt 734 inwoners (2007).
Het dorp heeft een klein station aan de spoorlijn Düren-Heimbach en wordt door de rivier de Rur doorsneden.
Archeologische opgravingen hebben aangetoond, dat bij het huidige dorp aan beide zijden van de Rur in de eerste eeuwen van de jaartelling een Romeinse mansio, een soort wegrestaurant met badgelegenheid, heeft gestaan. Evenals in het, op dezelfde helling van de Eifel gelegen, buurdorp Winden, hebben er in de oudheid eerst Kelten en Romeinen, en in de eeuwen daarna Franken gewoond. was er in de 17e en 18e eeuw enige mijnbouw en metaalnijverheid, en op de hellingen enige wijnbouw tot aan het begin van de 20e eeuw.

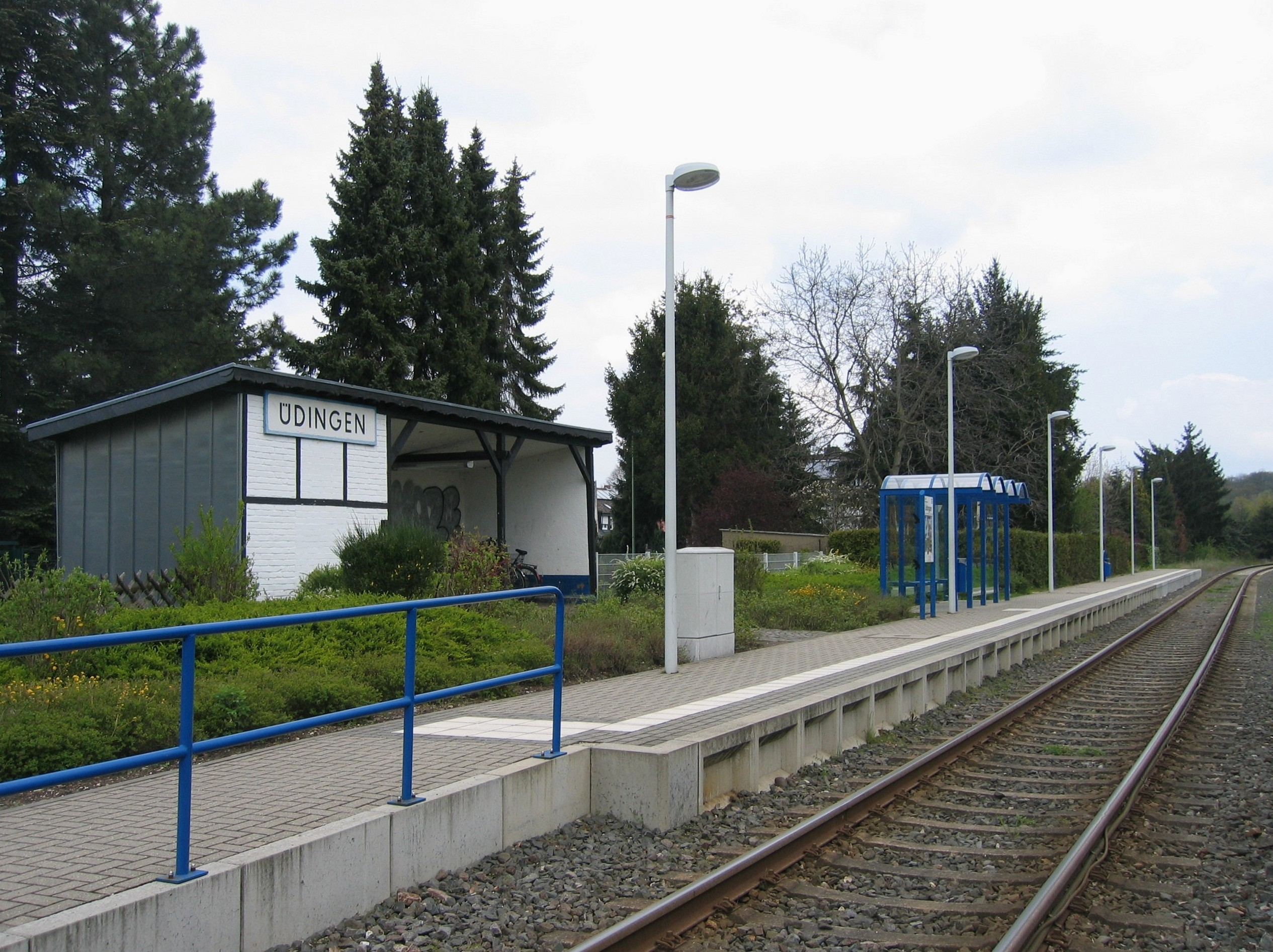
Station
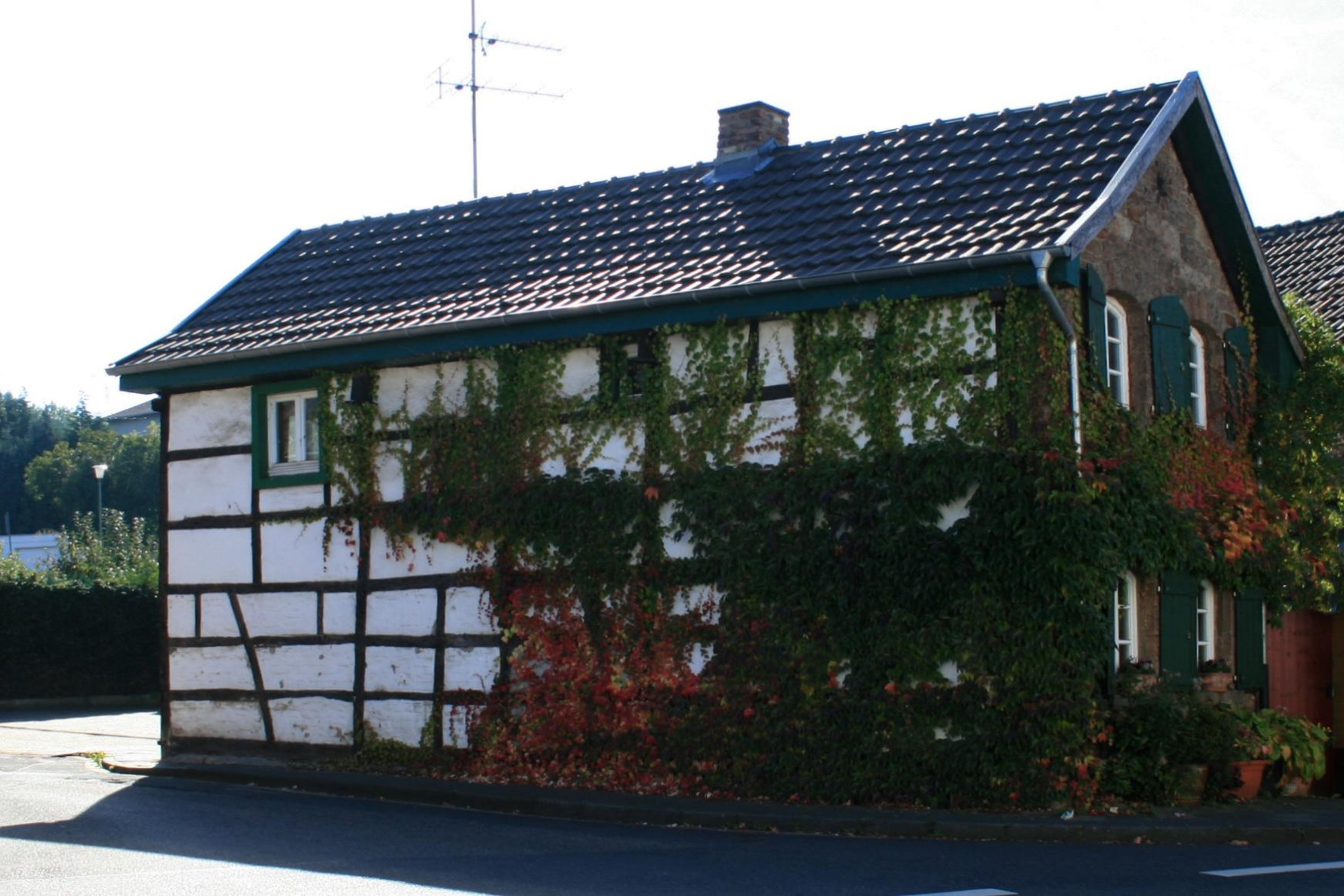
Vakwerkhuis in het dorp